# Глубля
Глубля — озеро в басейні річки Страча, на території ландшафтного заказника «Блакитні озера», в Білорусі. Площа — 0,47 км², довжина — 1,15 км, найбільша ширина — 0,51 км, найбільша глибина — 26,8 м. Впадає ручай з озера Глубелька, витікає ручай до річки Страча.
В 1929—1930 роках рівень озера був штучно підвищений приблизно на 1 метр для заповнення Альшевських риборозводних ставків. Пізніше риборозводне господарство занепало, а підвищення рівню озера призвело до заболочення берегів.